# Església de Santa Margarida de Bianya
Santa Margarida de Bianya és una església situada al nucli homònim, al peu de la serra de Sant Miquel del Mont, a Hostalnou de Bianya, a la Vall de Bianya (Garrotxa), inclosa a l'Inventari del Patrimoni Arquitectònic de Catalunya.

## Descripció
És un edifici d'una sola planta amb transsepte o creuer que respon a les característiques del romànic del segle xii amb l'excepció d'una absidiola del segle x, al nord. Sembla que hi havia una segona absidiola que en el segle xviii es va enderrocar per bastir-hi la sagristia. La capçada és a l'est i està formada per tres naus semicirculars. La nau central té volta apuntada i tres arcs formers, apuntats, que descansen en grosses impostes, recolzades en mènsules, la majoria llises tot i que alguna presenta una decoració molt esquemàtica. L'arc que marca la separació de la nau i l'àbsida, que té volta de quart d'esfera, descansa sobre un pilar adossat a la paret. Una imposta motllurada segueix el perímetre de la nau central i de l'àbsida. El campanar de torre, amb teulada a quatre vessants, s'assenta sobre la factura romànica de la paret de ponent. A la banda sud es pot observar la porta d'entrada primitiva, amb arc de mig punt, actualment cega. L'entrada actual és a l'oest i és una portalada neoclàssica datada en 1855.
A la llinda hi ha la següent inscripció: "HIC DOMUS / DEI EST ET / PORTA CAELIS / ANNO 1855". Per la banda nord s'adossaren als murs les dependències de la rectoria que ocupen també tota la coberta de la nau del temple. L'interior, molt arreglat durant les obres de restauració recents, té una cornisa que recorre els murs, arcs torals, volta apuntada i arc triomfal recolzat sobre pilastres. El campanar és de torre, amb teulat de quatre vessants, assentat sobre el de factura romànica i molt modificat en diverses èpoques. Conserva la imatge gòtica de Santa Margarida, d'alabastre policromat. Hi ha l'única pica baptismal que es conserva. Segons l'opinió de Josep Murlà és d'època barroca. Fa 70 cm de diàmetre, 40 cm d'alçada sense peu i 70 cm d'alçada del peu. Està decorada amb un cordó que es repeteix en la part baixa del peu.

## Història
L'església ja existia en el segle ix i fou donada l'any 858 pel comte Guifré el Pilós al monestir de Santa Maria de Ridaura, l'església del qual es consagrà en aquell moment. El 953 fou donada pel comte Sunyer de Barcelona junt amb la de Ridaura al monestir de Santa Maria de la Grassa. A partir del segle xiii va passar a estar sota la tutela del monestir de Sant Joan les Fonts, fins que en el 1357 va ser annexionada a Corona. Consta que en el segle XIV tenia tres altars el Major, el de la Verge Maria i el de Sant Joan i Sant Pau. En iniciar-se el segle xvi l'església posseïa, com a relíquia, "el cíngol de Santa Margarida", la qual cosa motivà una pràctica devocional que s'ha mantingut fins als temps actuals. Al segle xvii l'altar de Sant Joan i Sant Pau passà a ser dedicat a Sant Isidre. El 1936 l'església va ser incendiada i es perderen retaules barrocs i altres peces artístiques que hi havia. L'any 1978 s'hi realitzaren obres de restauració.